# ريتشارد الأول دوق نورماندي
ريتشارد الأول دوق نورماندي (933–996)، يعرف أيضا باسم ريتشارد الشجاع كان دوق نورماندي من 942 إلى 996، ووالده هو ويليام الأول، دوق نورماندي من زوجته لينجارد من فرمندوا وجده الفايكنغي رولو الأول وهو والد ريتشارد الثاني وهو والد كذلك إيما التي تزوجت من الملك الساكسوني إثيلريد أونريدي وأحفاده الذين حصلوا على مناصب عليا هم:-
- إدوارد المعترف ملك إنجلترا.
- هارديكانوت ملك الدنمارك وإنجلترا.
- جونهليدا،إمبراطورة الرومانية المقدسة.
- ريتشارد الثالث، دوق نورماندي.
- روبرت الشرير دوق نورماندي وهو والد ويليام الفاتح.

تزوج ريتشارد الشجاع مرتين أولا من ابنة هيو الكبير ابن الملك الفرنسي روبرت الأول ألا أنها توفيت دون أن تعقب، ثم تزوج من جونورا وهي من أصول الفايكنغ وكذلك له عدة عشيقات أنجبت له أطفال.